# Jewgienij Czerkasow
Jewgienij Jewgienjewicz Czerkasow (ros. Евгений Евгеньевич Черкасов; ur. 12 października 1930 w Moskwie, zm. 20 listopada 2013 tamże) – radziecki strzelec sportowy, medalista olimpijski, medalista mistrzostw świata i Europy.
Specjalizował się w strzelaniu z pistoletu szybkostrzelnego z 25 m. Brał udział w igrzyskach w 1956 i 1960 roku. W Melbourne wywalczył srebrny medal olimpijski, przegrywając o dwa punkty z Rumunem Ștefanem Petrescu (Czerkasow zdobył 585 punktów). Cztery lata później uplasował się na dwunastym miejscu.
W 1955 roku, z wynikiem 587 punktów zdobył złoty medal mistrzostw Europy, poprawiając przy tym rekord świata. Był kilkukrotnym indywidualnym mistrzem ZSRR. W drużynie był dwukrotnym mistrzem świata i dwukrotnym mistrzem Europy (odpowiednio w latach 1954, 1958 oraz w 1955 i 1959). Po zakończeniu kariery był przez ponad 30 lat członkiem sztabu lekarskiego strzeleckiej ekipy ZSRR, zaś po jej upadku Rosji.